# Chlorops seminiger
Chlorops seminiger är en tvåvingeart som beskrevs av Becker 1912. Chlorops seminiger ingår i släktet Chlorops och familjen fritflugor.
Artens utbredningsområde är Québec. Inga underarter finns listade i Catalogue of Life.